# Dexter temporada 1
| Dexter                    | Dexter                                                                                       |
| Temporada 1               | Temporada 1                                                                                  |
| ------------------------- | -------------------------------------------------------------------------------------------- |
|                           |                                                                                              |
| Elenco                    | Michael C. Hall Julie Benz Jennifer Carpenter Erik King Lauren Vélez David Zayas James Remar |
| Número de episódios       | 12                                                                                           |
| Lançamento                |                                                                                              |
| Canal de TV               | Showtime                                                                                     |
| Lançamento                | 1o de outubro a 17 de dezembro de 2006                                                       |
| Cronologia das Temporadas |                                                                                              |
| Próximo→ Temporada 2      |                                                                                              |
| Lista de episódios        |                                                                                              |

A temporada 01 de Dexter é uma adpatação do primeiro de uma série de romances do mesmo nome de Jeff Lindsay, 'Dexter Sombrio Sonhando' [Original: Darkly Dreaming Dexter]. Esta temporada foi ao ar entre os dias primeiro de outubro de 2006 e 17 de dezembro de 2006,e conta sobre Dexter (Michael C. Hall) investigando o "Assassino do Caminhão de Gelo". Apresentado no primeiro episódio de "Dexter", o "Assassino do Caminhão de Gelo" é um assassino em série que tem como alvo prostitutas; ele deixa seus corpos decepados e sem sangue. Ao mesmo tempo, a irmã adotiva de Dexter, Debra Morgan (Jennifer Carpenter), uma policial da seção de narcóticos, aspira trabalhar no departamento de homicídios; enquanto isso, a namorada de Dexter, Rita Bennett (Julie Benz), quer que seu relacionamento seja mais íntimo. Christian Camargo aparece como Rudy Cooper e é um personsagem recorrente até o final da temporada.
A primeira temporada recebeu aclamações da crítica e foi elogiada pelo the Daily News como "ousada, diferente e emocionante, com um personagem principal e uma atuação de tirar o fôlego". O The Wall Street Journal viu "as grotescas coisas de Dexter" como "não é algo que possa ser facilmente descartado com a velha frase 'você não precisa assistir'", e concluiu que "Nós temos que viver com os telespectadores que serão desensibilizados ou estimulados por esse programa". A temporada manteve um índice de aprovação de 81% no Rotten Tomatoes, onde o consenso dos críticos diz, "Essa premissa obscura, mas nova, pode ser muito grotesca para alguns, mas Dexter é um drama de terror envolvente e elegantemente elaborado".
A temporada recebeu alta audiência para o Showtime; o episódio piloto atraiu mais de um milhão de espectadores, dando ao canal a maior audiência dos últimos dois anos, enquanto o episódio final "Nascido Livre" atraiu uma audiência de 1,1 milhões de espectadores só nos Estados Unidos. Em média, a temporada foi assistida por 2 milhões de espectadores por episódio durante sua exibição original, considerando também os expectadores que assistiram por DVD.
Devido à greve dos roteiristas americanos entre 2007 e 2008 e, encorajados pelo sucesso da crítica e elevada audiência no canal Showtime, a CBS, uma rede nacional de transmissão terrestre, anunciou em dezembro de 2007, que estava considerando passar uma versão editada da primeira temporada de Dexter em transmissão aberta. Ela foi ao ar no dia 17 de fevereiro de 2008 e, então, Dexter se tornou o primeiro programa, em 20 anos, a ser transmitido num canal aberto após ter sido lançado num canal à cabo premium. Durante a reprise da série no canal da CBS em 2008, a audiência foi ainda maior, alcançando 8,2 milhões de espectadores durante sua estreia em fevereiro, dando ao canal sua melhor audiência no horário das 22h desde dezembro do ano anterior. Durante sua 12o semana, a audiência caiu para 7,1 milhões no início de abril, e para 6,6 milhões durante o episódio final em 6 de maio.

## Trama
Dexter Morgan, um analista de respingos de sangue do Departamento de Polícia da Cidade de Miami, é secretamente um assassino em série, cuja característica surgiu de um traumático incidente conectado com a morte de sua mãe, quando ele tinha apenas três anos de idade. Seu pai adotivo, o detetive Harry Morgan, percebeu essas tendências homicidas em Dexter à medida que ele crescia e começou a levá-lo para viagens de caça, com o intuito de saciar seus desejos de matar. Quando Dexter admite que tem o desejo de matar pessoas, seu pai adotivo o influencia a seguir um "código": matar somente assassinos que escaparam da acusação da lei. Desde a morte de Harry, Dexter tem matado diversas pessoas, sempre respeitando o código. Assim como seu pai o ensinou, ele cobre seus rastros levando as vítimas para um ambiente preparado, forrado com lona plástica, com o objetivo de facilitar o descarte das evidências no mar. Ele só fica com uma pequena amostra de sangue da vítima depositada numa lâmina, que é armazenada numa caixa e escondida dentro de seu apartamento. Nem sua irmã adotiva Debra Morgan, nem as pessoas do departamento de polícia sabem sobre seus assassinatos em segredo, apesar de que o Sargento James Doakes suspeita sobre o quão interessado Dexter é em reviver cenas de crimes. Para ajudar a parecer normal, Dexter começa a namorar Rita Bennett, mãe de Astor e Cody, cujo marido Paul está na cadeia por crimes relacionados a drogas. Devido seu prévio relacionamento abusivo com Paul, Dexter acha que Rita tem pouco interesse em sexo, mantendo o relacionamento num nível ideal para seus propósitos. Eventualmente, Paul sai da prisão e tenta voltar com Rita, apesar de ela estar planejando se divorciar dele. Ao ver Paul sendo agressivo com Rita, Dexter o incrimina por posse ilegal de drogas, mandando-o de volta à prisão.  
Uma série de assassinatos de prostitutas leva à identificação de um novo assassino em série denominado "o Assassino do Caminhão de Gelo". O nome se deu pelo modo como os corpos das vítimas são bem preservados, ao serem mantidos congelados antes de serem encontrados. Dexter identifica padrões no assassino em série a partir de seus próprios hábitos, e deixa Debra saber sobre eles, ajudando o departamento a conseguir pistas sobre o assassino, ao mesmo tempo que leva à promoção de Debra no departamento de homicídios. Sua investigação leva-a a conhecer Rudy Cooper, um especialista em próteses, e eles começam um relacionamento. Enquanto isso, Dexter descobre que o Assassino do Caminhão de Gelo invadiu seu apartamento e deixou pistas provocativas, levando Dexter a acreditar que o assassino está jogando um jogo com ele. 
Após ser notificado de que seu pai biológico, Joe Driscoll, que acabara de falecer, lhe deixou uma casa, Dexter percebe que seu pai adotivo não fora totalmente sincero e o leva a relembrar como sua mãe morreu. Uma cena de assassinato horrível e cheia de sangue faz Dexter se lembrar do que aconteceu: criminosos colocaram ele e sua mãe, Laura Moser, dentro de um container, mataram Laura e a desmembraram com uma serra elétrica. Dexter foi trancado dentro do container, numa poça de sangue de sua mãe, para ser resgatado por Harry dois dias depois. Harry tinha propositalmente alterado os registros para prevenir Dexter de encontrá-los. 
Por meio de Debra, Rudy tenta se aproximar de Dexter. Primeiro, Dexter suspeita que Joe foi assassinado e, depois, afirma que Rudy Cooper é o Assassino do Caminhão de Gelo. Com sua identidade revelada, Rudy sequestra Debra e atrai Dexter para uma armadilha em resgatá-la. Rudy revela à Dexter que ele é seu irmão mais velho, Brian Moser, também deixado dentro do container quando Laura foi morta. No entanto, diferente de Dexter, ele foi enviado para viver numa instituição mental. Brian também desenvolveu tendências de assassino em série, mas não teve um código como Harry incutiu em Dexter, então, usou a estratégia do Assassino do Caminhão de Gelo para ajudar Dexter em relembrar seu passado. Brian sugere a Dexter para matarem Debran juntos, mas Dexter se recusa. Brian foge após uma briga e Dexter resgata Debra. 
À medida que a polícia investiga, Doakes suspeita que Dexter sabe mais sobre o Assassino do Caminhão de Gelo do que ele deixa transparecer. Brian tenta capturar Debra novamente, mas cai numa armadilha preparada por Dexter. Dexter pede desculpas a Brian antes de matá-lo, e deixa o corpo de Brian parecendo que foi suicídio. A polícia dá por encerrado o caso do Assassino do Caminhão de Gelo, apesar de Doakes manter Dexter sob vigilância, ainda suspeitando de suas ações. Rita descobre evidências de que Dexter pode ter armado contra Paul. 

## Elenco

### Elenco Principal
- Michael C. Hall como Dexter Morgan
- Julie Benz como Rita Bennett
- Jennifer Carpenter como Debra Morgan
- Erik King como James Doakes
- Lauren Vélez como María LaGuerta
- David Zayas como Angel Batista
- James Remar como Harry Morgan

| Elenco Recorrente | Elenco Convidado |
| --- | --- |
| - C. S. Lee como Vince Masuka - Christina Robinson como Astor Bennett - Daniel Goldman como Cody Bennett - Devon Graye, Dominic Janes e Maxwell Huckabee como jovem Dexter - Geoff Pierson como Tom Matthews - Christian Camargo como Brian Moser/Rudy Cooper - Mark Pellegrino como Paul Bennett - Brad William Henke como Tony Tucci - Angela Alvarado como Nina Batista - Sam Witwer como Neil Perry - Sage Kirkpatrick como Laura Moser - Margo Martindale como Camilla Figg | - Rudolg Martin como Carlos Guerrero - Mark L. Young como Jeremy Downs - Judith Scott como Esme Pascal - Valerie Dillman como Valerie Castillo - Jim Abele como Mike Donovan - Ethan Smith como Jamie Jaworski - Denise Crosby como Nurse Mary - Gina Hecht como Sra. Tucci - José Zuñiga como Jorge Castillo - Vernee Watson-Johnson como Senhorita Doakes - Tony Goldwyn como Emmett Meridian - Malcolm-Jamal Warner como o advogado de Rita |

## Equipe
A série piloto foi desenvolvida por James Manos Jr., baseado no romance de Jeff Lindsay. Manos foi o produtor executivo para o episódio piloto, junto com John Goldwyn e Sara Colleton. O piloto foi produzido por Dennis Bishop. Steven Brown também foi um dos produtores para o episódio piloto. Chad Tomasoski trabalhou como produtor associado. O piloto foi dirigido por Michael Cuesta. 
Manos, Goldwyn e Colleton retornaram como produtores executivos para a primeira temporada. No meio da temporada, Clyde Phillips tornou-se o quarto produtor executivo. Daniel Cerone se juntou à equipe como produtor co-executivo e roteirista. O diretor do episódio piloto Michael Cuesta retornou como produtor co-executivo e diretor regular. Melissa Rosenberg também se juntou à equipe como produtora consultora e roteirista. Timothy Schlattmann trabalhou como um dos editores e roteirista. Lauren Gussis trabalhou como parte da equipe de roteiristas ao longo de toda a primeira temporada. Dennis Bishop retornou para produzir mais episódios, mas deixou a série no meio da temporada e foi substituído por Robert Lloyd Lewis. 

## Recepção da crítica
Em Rotten Tomatoes, a temporada foi classificada com 82% (de 34 revisões). Eric Golden da IGN escreveu: 

"Em sua primeira temporada, Dexter rapidamente se estabeleceu como uma das séries mais interessantes da TV. Nós tivemos diversos anti-herois na TV nos últimos anos, com caras como Vic Mackey e Tony Soprano desafiando a lealdade das audiências e nos convidando a ver o quanto estamos dispostos a aceitar ou torcer por uma pessoa que pode ter traços positivos, mas faz muitas coisas ruins. Baseado numa série de romances, Dexter leva isso a um próximo estágio, porque o nosso "heroi" não é um polícial corrupto, ou mesmo um gangster, mas sim, um assassino em série honesto". 
Essa avaliação recebeu uma pontuação de 8.

## Episódios
| Número do episódio | Título                          | Direção          | Roteiro                             | Data de Lançamento original | Número de espectadores nos EUA (milhões) |
| --- | ------------------------------- | ---------------- | ----------------------------------- | --------------------------- | ---------------------------------------- |
| 1 | "Dexter"                        | Michael Cuesta   | James Manos Jr.                     | 1o de outubro de 2006       | 0,60                                     |
| Dexter Morgan (Michael C. Hall) é apresentado como um assassino em série que mater outros assassinos que escaparam do sistema judiciário ou que não foram encontrados. Durante o dia, ele é um analista em respingos de sangue que trabalha para o Departamento de Homicídios da Polícia da Cidade de Miami. Dexter tem um quase-relacionamento com Rita Bennett (Julie Benz), uma divorciada igualmente problemática que cria duas crianças, enquanto o ex-marido está na prisão. Um dia, Dexter é chamado para uma cena de crime envolvendo corpos mutilados, mas não há sangue visível. O assassino, logo a ganhar o apelido de "Assassino do Caminhão de Gelo", deixa Dexter intrigado com esta metodologia complexa e uma mensagem pessoal na forma de uma boneca mutilada. Ao mesmo tempo, a irmã durona de Dexter, Debra (Jennifer Carpenter), uma oficial do esquadrão de narcóticos, tenta ser transferida para o Departamento de Homicídios. |                                 |                  |                                     |                             |                                          |
| 2 | "Jacaré"                        | Michael Cuesta   | Clyde Phillips                      | 8 de outubro de 2006        | 0,41                                     |
| Dexter ajuda o detetive Batista (David Zayas) e Doakes (Erik King) a investigar o assassinato de um oficial que estava trabalhando disfarçado numa investigação do barão das drogas Carlos Guerrero (Rudolf Martin). Doakes é pessoalmente envolvido no caso, uma vez que ele teve um caso com a esposa do oficial, que também foi agredida. Enquanto isso, Debra descobre o caminhão refrigerado no qual o Assassino do Caminhão de Gelo desmembrava suas vítimas, e é promovida por sua superiora, a tenente María LaGuerta (Lauren Vélez), para o Departamento de Homicídios. Dentro do caminhão, Debra, Batista e Dexter encontram um bloco de gelo com cinco pontas de dedos dentro dele, deixado deliberadamente pelo Assassino do Caminhão de Gelo. |                                 |                  |                                     |                             |                                          |
| 3 | "Perdendo a Virgindade"         | Michael Cuesta   | Daniel Cerone                       | 15 de outubro de 2006       | 0,38                                     |
| Após a descoberta de outra vítima do Assassino do Caminhão de Gelo numa pista de gelo, o guarda desaparecido, Tony Tucci, torna-se o principal suspeito. Enquanto isso, Rita recebe uma visita desagradável do traficante de drogas de seu ex-marido, que confisca seu carro, forçando-a a ir e voltar de ônibus do seu trabalho como recepcionista de um hotel. Dexter seleciona sua próxima vítima, enquanto começa a ter flashbacks do seu primeiro assassinato - uma enfermeira (Denise Crosby) que estava cuidando de seu pai doente, Harry Morgan, mas que, na verdade, estava administrando doses elevadas de medicação e matando vagarosamente seus pacientes. Em outro lugar, o Sargento Doakes continua a atormentar Guerrero, enquanto um grupo de policiais renegados decide resolver o problema "Guererro" por conta própria. |                                 |                  |                                     |                             |                                          |
| 4 | "Vamos Dar uma Ajuda ao Garoto" | Robert Lieberman | Drew Z. Greenberg                   | 22 de outubro de 2006       | 0,49                                     |
| À medida que a caça pelo Assassino do Caminhão de Gelo continua, partes de corpos posicionadas são descobertas no que parece ser o cartão de visitas de um assasino crescentemente impaciente. O Assassino do Caminhão de Gelo escala sua onda de assassinatos, deixando partes de corpos de suas últimas vítimas em locais conectados com a infância de Dexter, o que leva Dexter a confrontar sua obscura história pessoal. Enquanto o Halloween se aproxima, Rita sequestra um cão que latia muito de sua dona cínica, porque ele mantia seus filhos acordados a noite toda, e o doa para uma família amorosa. Enquanto isso, a Tenente LaGuerta procura confortar a mãe da última vítima do Assassino do Caminhão de Gelo. Dexter encontra a vítima mutilada, mas viva e amarrado numa mesa para ele matar. No entanto, Dexter denuncia a cena do crime anonimamente para sua irmã. A pressão no Sargento Doakes escalona quando os associados de Guerrero começam a segui-lo. |                                 |                  |                                     |                             |                                          |
| 5 | "Amo o Estilo Americano"        | Robert Lieberman | Melissa Rosenberg                   | 29 de outubro de 2006       | 0,46                                     |
| Rita fica sabendo que o noivo de sua colega de trabalho, que imigrou ilegalmente de Cuba, está desaparecido, e pede para Dexter investigar o problema usando suas conexões com a polícia. Ele investiga Jorge Castillo, dono de um ferro-velho, e descobre que Castillo está matando imigrantes traficados que não podem pagar por sua liberdade. Dexter descobre que a esposa de Castillo está envolvida nos assassinatos e mata ambos. Depois, ele joga seus corpos no mar e liberta os prisioneiros cubanos, sem perceber que uma pessoa o estava observando do porta-malas de um carro no ferro-velho. Enquanto isso, Debra e Doakes interrogam Tucci sobre o Assassino do Caminhão de Gelo, e por meio dele, eles conseguem a primeira parte de uma evidência tangível. |                                 |                  |                                     |                             |                                          |
| 6 | "Retornar ao Remetente"         | Tony Goldwyn     | Tim Schlattmann                     | 5 de novembro de 2006       | 0,59                                     |
| O corpo da prévia vítima feminina de Dexter foi encontrado, apesar de Dexter ter jogado os corpos de ambos no mar. Um jovem cubano testemunhou os eventos da noite anterior, e Dexter descarta as pistas que poderiam levá-las a ele. Eventualmente, Dexter incrimina o marido do assassinato de sua esposa, já que seu corpo ainda está desaparecido. A testemunha descreve a figura de Jesus Cristo em vez de Dexter. Nesse tempo, Rita desaconselha seu marido abusivo, Paul, a ir à festa de aniversário de sua filha, após ele ter sido libertado da prisão. |                                 |                  |                                     |                             |                                          |
| 7 | "Círculo de Amigos"             | Steve Shill      | Daniel Cerone                       | 12 de novembro de 2006      | 0,61                                     |
| Dexter deve lidar com o marido ameaçador de Rita. Debra vai a um encontro com o especialista em próteses que fez as pernas protéticas do sobrevivente do Assassino do Caminhão de Gelo. Debra e Angel estão investigando o Assassino do Caminhão de Gelo e descobrem um nome familiar com multas por excesso de velocidade próximas à cena da terceira morte do Assassino do Caminhão de Gelo. Dexter investiga a vítima da faca do Sargento Doakes; ele já sabe sobre a identidade do assassino, mas precisa de tempo para localizá-lo. O Assassino do Caminhão de Gelo é finalmente apreendido, mas Dexter duvida que eles tenham pegado o homem correto. |                                 |                  |                                     |                             |                                          |
| 8 | "Embalar à vácuo"               | Tony Goldwyn     | Lauren Gussis                       | 19 de novembro de 2006      | 0,57                                     |
| Um suicídio inexplicável de uma mulher rica e poderosa leva Dexter a suspeitar que o psicólogo dela, o Dr. Emmett Meridian, pode tê-la matado. Mas Dexter fica surpreso quando uma visita ao suspeito revela segredos obscuros de seu passado. Em outro lugar, Rita torna-se mais afetiva com relação a seu ex-marido Paul, que alega estar se tornando alguém melhor. Ela quer ter mais intimidade com Dexter, que está com medo de consumar fisicamente o relacionamento, mas então, ele transa com ela e, quando terminam, ele fica preocupado por tê-la assustado. Enquanto isso, Debra se apaixona por seu novo namorado Rudy. No fim do episódio, a audiência descobre que Rudy é o Assassino do Caminhão de Gelo, enquanto ainda é desconhecido para os personagens. |                                 |                  |                                     |                             |                                          |
| 9 | "O Pai Sabe Melhor"             | Adam Davidson    | Melissa Rosenberg                   | 26 de novembro de 2006      | 0,76                                     |
| Dexter fica sabendo que seu pai biológico, Joe Driscoll, que achou que estava morto há muito tempo, faleceu recentemente e deixou todos os seus bens a ele, incluindo a casa. Dexter viaja para a casa com Rita. Debra e Rudy chegam na casa depois (seguindo o conselho de Rudy) para ajudar Dexter a limpar a casa. Dexter suspeita que a morte de Joe Driscoll foi assassinato. Flashbacks da infância de Dexter mostram ele questionando seu pai adotivo Harry (James Remar) sobre seus verdadeiros pais, e Dexter descobre que o Senhor Driscoll doou sangue para o jovem Dexter durante uma cirurgia. Na última cena, um dos vizinhos de Joe, uma velha senhora, reconhece Rudy como um reparador de cabos que esteve na casa de Joe e foi a última visita antes de sua morte; depois que Dexter, Rita, Debra e Rudy deixam o local, Rudy aparece retornando à casa da velha senhora vestido novamente de reparador de cabos. Enquanto isso, Paul começa a voltar a seus antigos hábitos abusivos quando Rita tenta impedi-lo de ver as crianças. Doakes está sob investigação após atirar num suspeito em fuga, e Batista luta com sua consciência à medida que percebe que a evidência não se encaixa com a versão dos eventos que Doakes conta. |                                 |                  |                                     |                             |                                          |
| 10 | "Ficando irritado"              | Michael Cuesta   | Kevin. R. Maynard                   | 3 de dezembro de 2006       | 0,79                                     |
| Dexter é enviado para investigar uma horrível cena de crime encharcada de sangue, na qual ele geralmente gosta, mas ao invés disso, é pego de surpresa por uma memória de sua infância há muito suprimida. Rita é acusada de agredir Paul e pode perder a batalha da custódia de seus filhos. Entretanto, quando Dexter descobre, ele decide remover Paul de sua vida e da vida de Rita incriminando Paul, em vez de matá-lo. Angel investiga um palpite com relação ao Assassino do Caminhão de Gelo sobre fetiches por amputações; ele pede ajuda à Rudy mas acaba sendo esfaqueado no estacionamento. Enquanto isso, Rudy mostra um interesse crescente em conhecer mais sobre o Dexter, particularmente no último trauma revelado que ele recentemente experimentou. |                                 |                  |                                     |                             |                                          |
| 11 | "Verdade Seja Dita"             | Keith Gordon     | Drew Z. Greenberg & Tim Schlattmann | 10 de dezembro de 2006      | 0,76                                     |
| O Assassino do Caminhão de Gelo ataca novamente, deixando um pesadelo real antes do Natal na Casa do Papai Noel. O Sargento Doakes suspeita ainda mais de Dexter após sua ambivalência sobre a sobrevivência de Batista. Dexter finalmente descobre que está conectado ao Assassino do Caminhão de Gelo, durante um caso do passado envolvendo Harry Morgan e uma cena de crime de banho de sangue em 1973, que envolvia sua mãe biológica. A Tenete Maria LaGuerta se prepara à medida que o Capitão Matthews a culpa pela falha do departamento em encontrar o Assassino do Caminhão de Gelo e a substitui. Rudy e Debra passam mais tempo de qualidade juntos, e Rudy pede mão da detetive apaixonada em casamento. Rita decide levar as crianças, Astor e Cody, para visitar Paul, que foi mandado de volta à prisão. |                                 |                  |                                     |                             |                                          |
| 12 | "Nascido Livre"                 | Michael Cuesta   | Daniel Cerone & Melissa Rosenberg   | 17 de dezembro de 2006      | 1,08                                     |
| Doakes e LaGuerta começam a suspeitar que Rudy é o Assassino do Caminhão de Gelo, enquanto Dexter encontra uma foto suspeita do container onde sua mãe foi morta. Doakes começa a seguir Dexter, convencido de que ele está, de alguma forma, conectado ao Assassino do Caminhão de Gelo. Um ligação de seu ex-marido faz Rita suspeitar de Dexter e de seu comportamento. A substituta de LaGuerta, a Tenete Esme Pascal (Judith Scott) chega e assume a investigação do Assassino do Caminhão de Gelo. Dexter recorda-se de que Rudy é, de fato, seu irmão biológico, cujo nome verdadeiro é Brian Moser. Brian tenta matar Debra com Dexter, numa reunião com sua verdadeira família, mas Dexter o impede. À medida que a polícia se aproxima, Brian escapa e Dexter é deixado com Debra, aparentando tê-la salvado. Na mesma noite, Brian invade o apartamento de Dexter e tenta esfaquear Debra, mas Dexter o prende. Após uma conversa carregada de emoção, Dexter corta a garganta de seu irmão e o deixa de cabeça para baixo para drenar, encenando o feito como se fosse um suicídio, enquanto se pergunta o que poderia ter acontecido se todos soubessem a verdade sobre ele.                                                                |                                 |                  |                                     |                             |                                          |

## Links externos
- Site Official
- Dexter no IMDb
- Dexter no Rotten Tomatoes